# Natividad Domínguez Atalaya
Natividad Domínguez Atalaya (Madrid, 8 de septiembre de 1888-Valencia, 11 de enero de 1932), también conocida como Natividad Domínguez de Roger fue una pedagoga española.

## Biografía
Nacida el 8 de septiembre de 1888 en Madrid, se formó en la Asociación para la Enseñanza de la Mujer. Maestra de profesión. se trasladó a Valencia a ejercer la docencia. Su propuesta pedagógica mezclaba una metodología novedosa y el pensamiento tradicional. En 1927 fue una de las 13 mujeres representadas en la llamada Asamblea Nacional Consultiva de la dictadura de Primo de Rivera entre el 10 de octubre de 1927 y el 15 de febrero de 1930. Casada con el escritor Gil Roger Vázquez, falleció en Valencia el 11 de enero de 1932.